# CIM-10 Capítol XIX: Lesions, intoxicacions i altres conseqüències de causes externes
| Capítol | Codis   | Títol |
| ------- | ------- | --- |
| I       | A00-B99 | Certes malalties infeccioses i parasitàries                                                                  |
| II      | C00-D48 | Neoplàsies                                                                                                   |
| III     | D50-D89 | Malalties de la sang i dels òrgans hematopoètics i altres trastorns que afecten el mecanisme de la immunitat |
| IV      | E00-E90 | Malalties endocrines, nutricionals i metabòliques                                                            |
| V       | F00-F99 | Trastorns mentals i del comportament                                                                         |
| VI      | G00-G99 | Malalties del sistema nerviós                                                                                |
| VII     | H00-H59 | Malalties de l'ull i els seus annexos                                                                        |
| VIII    | H60-H95 | Malalties de l'oïda i de l'apòfisi mastoide                                                                  |
| IX      | I00-I99 | Malalties del sistema circulatori                                                                            |
| X       | J00-J99 | Malalties del sistema respiratori                                                                            |
| XI      | K00-K93 | Malalties de l'aparell digestiu                                                                              |
| XII     | L00-L99 | Malalties de la pell i el teixit subcutani                                                                   |
| XIII    | M00-M99 | Malalties del sistema osteomuscular i del teixit connectiu                                                   |
| XIV     | N00-N99 | Malalties de l'aparell genitourinari                                                                         |
| XV      | O00-O99 | Embaràs, part i puerperi                                                                                     |
| XVI     | P00-P96 | Certes afeccions originades en el període perinatal                                                          |
| XVII    | Q00-Q99 | Malformacions congènites, deformitats i anomalies cromosòmiques                                              |
| XVIII   | R00-R99 | Símptomes, signes i troballes anormals clíniques i de laboratori, no classificats en un altre lloc           |
| XIX     | S00-T98 | Traumatismes, enverinaments i algunes altres conseqüències de causa externa                                  |
| XX      | V01-Y98 | Causes externes de morbiditat i de mortalitat                                                                |
| XXI     | Z00-Z99 | Factors que influeixen en l'estat de salut i contacte amb els serveis de salut                               |
| XXII    | O00-U99 | Codis per a situacions especials                                                                             |

La 10a Revisió de la Classificació Estadística Internacional de les Malalties i Problemes de Salut Relacionats (CIM-10) és una codificació de malalties, trastorns, signes, símptomes, troballes anormals, denúncies, circumstàncies socials i causes externes de lesions o malalties, segons la classificació de l'Organització Mundial de la Salut (OMS). Aquesta pàgina conté la llista de problemes del capítol XIX de la CIM-10: Traumatismes, enverinaments i algunes altres conseqüències de causa externa. 
- Sols apareixen els problemes codificats amb la lletra del capítol i dos dígits (per exemple A00), amb tres dígits (separada l'últim dígit per un punt, per exemple A04.0), i rarament amb quatre dígits.
- S'han exclòs els problemes de més de dos dígits que fan referència a "altres" problemes especificats (però no definits) o a problemes no especificats; aquests dos casos corresponen, respectivament, als dígits finals 8 i 9.
- També s'han exclòs els problemes de més de dos dígits que no aporten problemes de salut "diferents" dels de l'enunciat principal i que sols modifiquen "qualitativament" el problema de salut al qual fan referència. Per exemple: A00 és el codi pel còlera, però no s'han presentat els codis A00.1 i A00.2 que diferencien el còlera segons dos tipus de bacteri que el provoquen.

## S00–T14 - Lesions

### (S00-S09) Lesions del cap
- (S00) Lesió superficial de cap
- (S01) Ferida oberta de cap
- (S02) Fractura d'ossos del crani i la cara
- (S03) Luxació, esquinç i distensió d'articulacions i lligaments del cap
- (S04) Lesió de nervis cranials
- (S05) Lesió d'ull i òrbita
- (S06) Lesió intracranial
- (S07) Lesió per esclafament de cap
- (S08) Amputació traumàtica de part del cap
- (S09) Altres lesions de cap i lesions de cap no especificades

### (S10-S19) Lesions del coll
- (S10) Lesió superficial de coll
- (S11) Ferida oberta de coll
- (S12) Fractura de coll
- (S13) Luxació, esquinç i distensió d'articulacions i lligaments a nivell del coll
- (S14) Lesió de nervis i medul·la espinal a nivell del coll
- (S15) Lesió de vasos sanguinis a nivell del coll
- (S16) Lesió de múscul i tendó a nivell del coll
- (S17) Lesió per esclafament de coll
- (S18) Amputació traumàtica a nivell del coll
- (S19) Altres lesions de coll i lesions de coll no especificades

### (S20-S29) Lesions del tòrax
- (S20) Lesió superficial de tòrax
- (S21) Ferida oberta de tòrax
- (S22) Fractura de costella -es, estern i columna dorsal
- (S23) Luxació, esquinç i distensió d'articulacions i lligaments del tòrax
- (S24) Lesió de nervis i medul·la espinal a nivell del tòrax
- (S25) Lesió de vasos sanguinis del tòrax
- (S26) Lesió del cor
- (S27) Lesió d'altres òrgans intratoràcics i lesió d'òrgans intratoràcics no especificats
- (S28) Lesió per esclafament de tòrax i amputació traumàtica de part del tòrax
- (S29) Altres lesions de tòrax i lesions de tòrax no especificades

### (S30-S39) Lesions de l'abdomen, la part inferior de l'esquena, la columna lumbar i la pelvis
- (S30) Lesió superficial d'abdomen, part inferior de l'esquena i pelvis
- (S31) Ferida oberta d'abdomen, part inferior de l'esquena i pelvis
- (S32) Fractura de columna lumbar i pelvis
- (S33) Luxació, esquinç i distensió d'articulacions i lligaments de la
- (S34) Lesió de nervis i medul·la espinal lumbar a nivell de l'abdomen, la part inferior de l'esquena i la pelvis
- (S35) Lesió de vasos sanguinis a nivell de l'abdomen, la part inferior de l'esquena i la pelvis
- (S36) Lesió d'òrgans intraabdominals
- (S37) Lesió d'òrgans urinaris i pelvians
- (S38) Lesió per esclafament i amputació traumàtica de part de l'abdomen, la part inferior de l'esquena i la pelvis
- (S39) Altres lesions de l'abdomen, la part inferior de l'esquena i la pelvis, i lesions de l'abdomen, la part inferior de l'e

### (S40-S49) Lesions de l'espatlla i el braç
- (S40) Lesió superficial d'espatlla i braç
- (S41) Ferida oberta d'espatlla i braç
- (S42) Fractura d'espatlla i braç
- (S43) Luxació, esquinç i distensió d'articulacions i lligaments de la cintura escapular
- (S44) Lesió de nervis a nivell de l'espatlla i el braç
- (S45) Lesió de vasos sanguinis a nivell de l'espatlla i el braç
- (S46) Lesió de múscul i tendó a nivell de l'espatlla i el braç
- (S47) Lesió per esclafament d'espatlla i braç
- (S48) Amputació traumàtica d'espatlla i braç
- (S49) Altres lesions d'espatlla i braç, i lesions d'espatlla i braç no especificades

### (S50-S59) Lesions del colze i l'avantbraç
- (S50) Lesió superficial d'avantbraç
- (S51) Ferida oberta d'avantbraç
- (S52) Fractura d'avantbraç
- (S53) Luxació, esquinç i distensió d'articulacions i lligaments del colze
- (S54) Lesió de nervis a nivell de l'avantbraç
- (S55) Lesió de vasos sanguinis a nivell de l'avantbraç
- (S56) Lesió de múscul i tendó a nivell de l'avantbraç
- (S57) Lesió per esclafament d'avantbraç
- (S58) Amputació traumàtica d'avantbraç
- (S59) Altres lesions d'avantbraç i lesions d'avantbraç no especificades

### (S60-S69) Lesions del canell i la mà
- (S60) Lesió superficial de canell i mà
- (S61) Ferida oberta de canell i mà
- (S62) Fractura a nivell de canell i mà
- (S63) Luxació, esquinç i distensió d'articulacions i lligaments a nivell del canell i la mà
- (S64) Lesió de nervis a nivell del canell i la mà
- (S65) Lesió de vasos sanguinis a nivell del canell i la mà
- (S66) Lesió de múscul i tendó a nivell del canell i la mà
- (S67) Lesió per esclafament de canell i m
- (S68) Amputació traumàtica de canell i mà
- (S69) Altres lesions de canell i mà, i lesions de canell i mà no especificades

### (S70-S79) Lesions del maluc i la cuixa
- (S70) Lesió superficial de maluc i cuixa
- (S71) Ferida oberta de maluc i cuixa
- (S72) Fractura de fèmur
- (S73) Luxació, esquinç i distensió d'articulació i lligaments del maluc
- (S74) Lesió de nervis a nivell del maluc i la cuixa
- (S75) Lesió de vasos sanguinis a nivell del maluc i la cuixa
- (S76) Lesió de múscul i tendó a nivell del maluc i la cuixa
- (S77) Lesió per esclafament de maluc i cuixa
- (S78) Amputació traumàtica de maluc i cuixa
- (S79) Altres lesions de maluc i cuixa, i lesions de maluc i cuixa especificades

### (S80-S89) Lesions del genoll i la cama
- (S80) Lesió superficial de cama
- (S81) Ferida oberta de cama
- (S82) Fractura de cama, incloent turmell
- (S83) Luxació, esquinç i distensió d'articulacions i lligaments de genoll
- (S84) Lesió de nervis a nivell de la cama
- (S85) Lesió de vasos sanguinis a nivell de la cama
- (S86) Lesió de múscul i tendó a nivell de la cama
- (S87) Lesió per esclafament de cama
- (S88) Amputació traumàtica de cama
- (S89) Altres lesions de cama i lesions de cama no especificades no especificades

### (S90-S99) Lesions del turmell i el peu
- (S90) Lesió superficial de turmell i peu
- (S91) Ferida oberta de turmell i peu
- (S92) Fractura de peu, excepte el turmell
- (S93) Luxació, esquinç i distensió d'articulacions i lligaments a nivell del turmell i el peu
- (S94) Lesió de nervis a nivell del turmell i el peu
- (S95) Lesió de vasos sanguinis a nivell del turmell i el peu
- (S96) Lesió de múscul i tendó a nivell del turmell i el peu
- (S97) Lesió per esclafament de turmell i peu
- (S98) Amputació traumàtica de turmell i peu
- (S99) Altres lesions de turmell i peu, i lesions de turmell i peu no especificades

### (T00-T07) Lesions que afecten regions corporals múltiples
- (T00) Lesions superficials que afecten regions corporals múltiples
- (T01) Ferides obertes que afecten regions corporals múltiples
- (T02) Fractures que afecten regions corporals múltiples
- (T03) Luxacions, esquinços i distensions que afecten regions corporals múltiples
- (T04) Lesions per esclafament que afecten regions corporals múltiples
- (T05) Amputacions traumàtiques que afecten regions corporals múltiples
- (T06) Altres lesions que afecten regions corporals múltiples no classificades a cap altre lloc
- (T07) Lesions múltiples no especificades

### (T08-T14) Lesions de part no especificada de tronc, extremitat o regió corporal
- (T08) Fractura de columna vertebral, nivell no especificat
- (T09) Altres lesions de columna vertebral i tronc, nivell no especificat
- (T10) Fractura d'extremitat superior, nivell no especificat
- (T11) Altres lesions d'extremitat superior, nivell no especificat
- (T12) Fractura d'extremitat inferior, nivell no especificat
- (T13) Altres lesions d'extremitat inferior, nivell no especificat
- (T14) Lesió de regió corporal no especificada

## T15–T98 - Enverinaments i algunes altres conseqüències de causa externa

### (T15-T19) Efectes de cos estrany que penetra per un orifici natural
- (T15) Cos estrany a la superfície ocular
- (T16) Cos estrany a l'orella
- (T17) Cos estrany al tracte respiratori
- (T18) Cos estrany al tub digestiu
- (T19) Cos estrany al tracte genitourinari

### (T20-T32) Cremades i corrosions

#### (T20-T25) Cremades i corrosions de superfície corporal externa, especificades per localització
- (T20) Cremada i corrosió de cap i coll
- (T21) Cremada i corrosió de tronc
- (T22) Cremada i corrosió d'espatlla i extremitat superior, excepte canell i mà
- (T23) Cremada i corrosió de canell i mà
- (T24) Cremada i corrosió de maluc i extremitat inferior, excepte turmell i peu
- (T25) Cremada i corrosió de turmell i peu

#### (T26-T28) Cremades i corrosions limitades a l'ull i als òrgans interns
- (T26) Cremada i corrosió limitades a ull i annexos oculars
- (T27) Cremada i corrosió del tracte respiratori
- (T28) Cremada i corrosió d'altres òrgans interns

#### (T29-T32) Cremades i corrosions de regions corporals múltiples, i cremades i corrosions de regions corporals no especificades
- (T29) Cremades i corrosions de regions corporals múltiples
- (T30) Cremada i corrosió, regió corporal no especificada
- (T31) Cremades classificades segons l'extensió de la superfície corporal afectada
- (T32) Corrosions classificades segons l'extensió de la superfície corporal afectada

### (T33-T35) Congelació
- (T33) Congelació superficial
- (T34) Congelació amb necrosi dels teixits corporals múltiples
- (T35) Congelació que afecta regions corporals múltiples i congelació no especificada

### (T36-T50) Intoxicació per fàrmacs, medicaments i productes biològics
- (T36) Intoxicació per antibiòtics sistèmics
- (T37) Intoxicació per altres antiparasitaris i antiinfecciosos sistèmics
- (T38) Intoxicació per hormones i els seus antagonistes i substituts sintètics no classificats a cap altre lloc
- (T39) Intoxicació per analgèsics, antipirètics i antireumàtics no opioides
- (T40) Intoxicació per narcòtics i psicodislèptics [al·lucinògens]
- (T41) Intoxicació per anestèsics i gasos terapèutics
- (T42) Intoxicació per antiepilèptics, hipnosedants i antiparkinsonians
- (T43) Intoxicació per psicòtrops no classificats a cap altre lloc
- (T44) Intoxicació per fàrmacs que actuen principalment sobre el sistema nerviós autònom
- (T45) Intoxicació per agents d'acció principalment sistèmica i hematològica no classificats a cap altre lloc
- (T46) Intoxicació per agents que actuen principalment sobre l'aparell cardiovascular
- (T47) Intoxicació per agents que actuen principalment sobre l'aparell gastrointestinal
- (T48) Intoxicació per agents que actuen principalment sobre la musculatura llisa i esquelètica i sobre l'aparell respiratori
- (T49) Intoxicació per agents tòpics que actuen principalment sobre la pell i les mucoses, i intoxicació per fàrmacs oftalmolò
- (T50) Intoxicació per diürètics i altres fàrmacs, medicaments i productes biològics, i intoxicació per fàrmacs, medicaments i

### (T51-T65) Efectes tòxics de substàncies principalment no medicinals en relació amb la seva procedència
- (T51) Efecte tòxic de l'alcohol
- (T52) Efecte tòxic de dissolvents orgànics
- (T53) Efecte tòxic dels derivats halogenats dels hidrocarburs alifàtics i aromàtics
- (T54) Efecte tòxic de substàncies corrosives
- (T55) Efecte tòxic de sabons i detergents
- (T56) Efecte tòxic de metalls
- (T57) Efecte tòxic d'altres substàncies inorgàniques
- (T58) Efecte tòxic del monòxid de carboni
- (T59) Efecte tòxic d'altres gasos, emanacions i vapors
- (T60) Efecte tòxic de pesticides
- (T61) Efecte tòxic de substàncies nocives ingerides per mitjà de consum de peix i marisc
- (T62) Efecte tòxic d'altres substàncies nocives ingerides com a aliment
- (T63) Efecte tòxic del contacte amb animals verinosos
- (T64) Efecte tòxic d'aflatoxina i altres micotoxines contaminants d'aliments
- (T65) Efecte tòxic d'altres substàncies i efecte tòxic de substàncies no especificades

### (T66-T78) Altres efectes de causes externes i efectes de causes externes no especificats
- (T66) Efectes no especificats de la radiació
- (T67) Efectes de calor i llum
- (T68) Hipotèrmia
- (T69) Altres efectes de temperatura baixa
- (T70) Efectes de pressió atmosfèrica i pressió de l'aigua
- (T71) Asfíxia
- (T73) Efectes d'altres privacions
- (T74) Síndromes de maltractament
- (T75) Efectes d'altres causes externes
- (T78) Reaccions adverses no classificades a cap altre lloc

### (T79) Certes complicacions immediates de traumatismes
- (T79) Determinades complicacions immediates de traumatismes no classificades a cap altre lloc

### (T80-T88) Complicacions d'assistència mèdica i quirúrgica no classificades a cap altre lloc
- (T80) Complicacions consecutives a infusió, transfusió o injecció terapèutica
- (T81) Complicacions de procediments no classificades a cap altre lloc
- (T82) Complicació de dispositius protètics, implants i empelts cardiovasculars
- (T83) Complicacions de dispositius protètics, implants i empelts genitourinaris
- (T84) Complicacions de dispositius protètics, implants i empelts ortopèdics interns
- (T85) Complicacions d'altres dispositius protètics, implants i empelts interns
- (T86) Fallida i rebuig d'òrgans i teixits trasplantats
- (T87) Complicacions exclusives de reinserció i amputació
- (T88) Altres complicacions d'assistència mèdica i quirúrgica no

### (T90-T98) Seqüeles de lesions, intoxicacions i altres conseqüències de causes externes
- (T90) Seqüeles de lesions de cap
- (T91) Seqüeles de lesions de coll i tronc
- (T92) Seqüeles de lesions d'extremitat superior
- (T93) Seqüeles de lesions d'extremitat inferior
- (T94) Seqüeles de lesions que afecten regions corporals múltiples i seqüeles de lesions que afecten regions corporals no espe
- (T95) Seqüeles de cremades, corrosions i congelació
- (T96) Seqüeles d'intoxicació per drogues, fàrmacs i productes biològics
- (T97) Seqüeles d'efectes tòxics de substàncies principalment no medicinals en relació amb la seva procedència
- (T98) Seqüeles d'altres efectes de causes externes i seqüeles d'efectes de causes externes no especificats